# Hansi Müller
Hans-Peter "Hansi" Müller, född den 27 juli 1957 i Stuttgart, är en tysk före detta professionell fotbollsspelare.
Müller var en populär offensiv mittfältare som slog igenom i Stuttgart. Han var med och tog tillbaka Stuttgart till Bundesliga och när Stuttgart blev tvåa i Bundesliga. Succén gav honom en plats i VM-truppen till Argentina 1978. Müllers bästa turnering var EM i Italien 1980 när Västtyskland blev europamästare med Müller som play-maker. När Västtyskland tog VM-silver 1982 spelade Müller en mindre roll och avslutade landslagskarriären efter VM.
En flytt till Italien följde men skador förstörde. Müller gick i stället till Österrike där han fick en nytändning i karriären.
Müller var engagerad i VM-organisationen inför VM i Tyskland 2006.

## Meriter
- VM i fotboll: 1978, 1982
  - VM-silver 1982
- EM i fotboll: 1980
  - EM-guld 1980